# 堀江景忠
堀江 景忠（ほりえ かげただ）は、戦国時代から安土桃山時代にかけての武将。

## 出自
家伝によると、堀江氏は利仁流河合斎藤氏の系統であり、鎌倉時代から越前国坂井郡河口荘堀江郷に有力国人として、土着拠点したとされる。また堀江氏の家伝として、確実な史料からは応永3年（1398年）に興福寺の配下として活動した人物として、堀江賢光の名前が見える。
その後、堀江氏は興福寺から離反し、守護である斯波氏の配下として三国湊の代官などを務めるなど大きな勢力を誇るが、本家筋は長禄年間の斯波氏と守護代の甲斐氏の争いの中で没落した可能性が高い。一方で、傍流がその後越前に勃興した朝倉氏に仕えることとなったと考えられている。朝倉氏の下で堀江氏は有力な国衆の一人として一乗谷内にも屋敷を持ち（『一乗谷古絵図』）、坂井郡三国湊の舟奉行を勤めるなど重用されている。

## 生涯
堀江景用の子として誕生。弘治元年（1555年）の朝倉宗滴を総大将とする加賀一向一揆攻めに従軍、戦功をあげたことが見える。
永禄7年（1564年）に朝倉軍は加賀へ再度侵攻し、翌年、翌々年も一向一揆勢との合戦が続いたが、この最中、景忠は子・利茂と共に一向一揆に通じ、朝倉義景に対し謀叛を企てた。永禄10年（1567年）3月、堀江氏謀叛が噂にのぼると、3月12日、一向一揆勢が加賀から越前へ来襲し朝倉軍と激戦を繰り広げた。一方、堀江氏の館には3月18日に魚住景固・山崎吉家が大将として出陣、激しく攻め立てたが、容易に勝敗がつかず、結局、堀江父子を能登国に亡命させることで事件の決着を見た。なお、朝倉景鏡の讒言により景忠父子が失脚させられたという説は、事前に一向一揆の攻撃が始まっていること、亡命後の景忠に対し顕如から感状が出されていることから疑わしいと言わざるを得ない。
その後、景忠は「幸岩斎藤秀」と改名し、朝倉氏滅亡後、一向一揆が支配するところとなった越前に舞い戻り、杉津砦の守将を任されるが、織田勢に寝返り、一揆勢を壊滅させた。
織田信長は藤秀の戦功を賞して、子・利茂に加賀大聖寺の所領を与えた。しかし、藤秀は恩賞に不満をもっていたらしく、それが信長の耳に入り天正4年（1576年）4月に誅殺されたという（異説あり）。

## 関連作品
- 赤神諒『酔象の流儀　朝倉盛衰記』 講談社、2018年12月18日。ISBN 978-4-06-514035-2。